# 河原田稼吉
河原田 稼吉（かわらだ かきち、1886年（明治19年）1月13日 - 1955年（昭和30年）1月22日）は、日本の内務官僚・政治家。林内閣の内務大臣、阿部内閣の文部大臣、官選の大阪府知事などを歴任した。

## 来歴・人物
旧美作鶴田藩士の奥村就有の子として東京に生まれ、会津藩出身の農学者河原田盛美の養子となる。養父は日本における水産学の先駆者であるが、一時期近衛家の家人となっていたため、稼吉の生涯にも近衛文麿の存在が深く関わってくることになる。
旧制第一高等学校を経て1909年（明治42年）に東京帝国大学法科大学卒業後、内務省に入省。床次竹二郎に見出されて社会局労働局長、 台湾総督府総務長官、兼台湾総督府交通局総長取扱を歴任後、犬養内閣のとき中橋徳五郎・鈴木喜三郎両内相の内務次官となる。当初は政友会系の内務官僚と見られていたが、近衛文麿の台頭とともにその側近として注目されるようになっていった。1937年（昭和12年）林内閣では近衛との関係もあってか内務大臣を拝命。退任後の1938年（昭和13年）1月7日に貴族院勅選議員に勅任されている。同年産業報国連盟理事長。1939年（昭和14年）には阿部内閣で文部大臣を拝命する。戦中の1943年（昭和18年）には官選の大阪府知事となる。同年に健康保険組合連合会会長。1946年（昭和21年）9月から公職追放。同年5月14日、貴族院議員を辞職。
1952年（昭和27年）の第25回総選挙に中選挙区福島2区から自由党公認で立候補して当選、再選も果たしたが、2期目在任中に死去した。

## 栄典
- 1920年（大正9年）11月1日 - 勲五等双光旭日章[4]
- 1940年（昭和15年）11月10日 - 紀元二千六百年祝典記念章[5]